# フタナミソウ
フタナミソウ（二並草、学名：Scorzonera rebunensis）は、礼文島に自生するキク科フタナミソウ属の多年草。礼文島の二並山からこの名がついた。別名はフタナミタンポポともいう。
高さは10cm程度で基部に小さい葉をつける。花茎は細く上向きに1つの頭花をつける。砂礫地に咲くこともあるが、特に岩場を好み、岩上や崖に咲く。
現在も礼文島に自生しているが、近年急速に数を減らしており、盗掘等の危険から観光案内やガイドブック等にも分布は掲載されていないことが多い。

## Status
絶滅危惧IA類 (CR)（環境省レッドリスト）